# Juan Ramón Lacadena
Juan Ramón Lacadena Calero (Zaragoza, 14 de novembro de 1934 - ) é um engenheiro agrônomo espanhol. 
Estou na "Escuela Especial de Ingenieros Agrónomos"  em Madri (licenciatura: 1956-1961,doutorado em 1963). Colabarador do CSIC, professor de Genética na UCM, chefe do departamento de Genética na Universidade de La Laguna (1971) e na UCM (1971 - 2005). 
Colaborou com a "Sociedad Española de Genética" (Secretário, 1973-1985; Presidente, 1985-1990). 
Produziu mais de 100 artigos e monografias científicas  relacionados com o comportamento cromossômico no campo da citogenética e mais de 80 publicações  relacionadas com genética e bioética.
Foi membro da "Comisión Nacional de Reproducción Humana Asistida" (1997) e membro da "Sociedade Internacional de Bioética" (SIBI) (1997). 

## Algumas publicações
- Genética Vegetal. Fundamentos de su Aplicación (1970)
- Genética (4ªed. 1988)
- Problemas de Genética para un Curso General (1988)
- Citogenética (1996)
- Genética: Conceptos fundamentales (1999)
- Genética y condición humana (1983)
- La Genética: Una narrativa histórico-conceptual (1986)
- Fe y Biología (2001)
- Genética y Bioética (2002).